# Championnat des Caraïbes de rugby à XV 2012
Navigation
Championnat des Caraïbes de rugby
 à XV 2011 Championnat des Caraïbes de rugby
 à XV 2013
Le Championnat des Caraïbes de rugby 2012 ou Caribbean Rugby Championship 2012 est une compétition organisée par la NACRA qui oppose les nations caribéennes et le Mexique.

## Équipes engagées
| Poule A - Îles Caïmans - Mexique - Jamaïque - Bermudes - Bahamas | Poule B - Saint-Vincent-et-les-Grenadines - Barbade - Guyana - Trinité-et-Tobago |

## Format
Les résultats sont pris en compte pour les qualifications à la Coupe du monde de rugby 2015 en Angleterre.

## Poule A

### Tour 1

#### Résultats
| 24 mars 2012 | Mexique | 68 - 14 | Jamaïque |  |
| 24 mars 2012 |         |         |          |  |
| 24 mars 2012 |         |         |          |  |

| 7 avril 2012 | Jamaïque | 19 - 18 | Îles Caïmans |  |
| 7 avril 2012 |          |         |              |  |
| 7 avril 2012 |          |         |              |  |

| 21 avril 2012 | Îles Caïmans | 46 - 13 | Mexique |  |
| 21 avril 2012 |              |         |         |  |
| 21 avril 2012 |              |         |         |  |

#### Classement
| Rang | Nation       | J | V | N | D | Pm | Pe | Diff | Pts |
| ---- | ------------ | - | - | - | - | -- | -- | ---- | --- |
| 1    | Îles Caïmans | 2 | 1 | 0 | 1 | 64 | 32 | +32  | 6   |
| 2    | Mexique      | 2 | 1 | 0 | 1 | 81 | 60 | +21  | 5   |
| 3    | Jamaïque     | 2 | 1 | 0 | 1 | 33 | 86 | -53  | 4   |

|  | Qualifié pour le tour suivant (no 1). |

### Tour 2

#### Résultats
| 19 mai 2012 | Bermudes | 7 - 3 | Îles Caïmans |  |
| 19 mai 2012 |          |       |              |  |
| 19 mai 2012 |          |       |              |  |

| 26 mai 2012 | Îles Caïmans | 27 - 7 | Bahamas |  |
| 26 mai 2012 |              |        |         |  |
| 26 mai 2012 |              |        |         |  |

| 9 juin 2012 | Bahamas | 8 - 16 | Bermudes |  |
| 9 juin 2012 |         |        |          |  |
| 9 juin 2012 |         |        |          |  |

#### Classement
| Rang | Nation       | J | V | N | D | Pm | Pe | Diff | Pts |
| ---- | ------------ | - | - | - | - | -- | -- | ---- | --- |
| 1    | Bermudes     | 2 | 2 | 0 | 0 | 23 | 11 | +12  | 8   |
| 2    | Îles Caïmans | 2 | 1 | 0 | 1 | 30 | 14 | +16  | 6   |
| 3    | Bahamas      | 2 | 0 | 0 | 2 | 15 | 43 | -28  | 0   |

|  | Qualifié pour la finale (no 1). |

## Poule B

### Tour 1

#### Résultats
| 7 avril 2012 | Saint-Vincent-et-les-Grenadines | 3 - 34 | Barbade |  |
| 7 avril 2012 |                                 |        |         |  |
| 7 avril 2012 |                                 |        |         |  |

| 21 avril 2012 | Barbade | 51 - 0 | Saint-Vincent-et-les-Grenadines |  |
| 21 avril 2012 |         |        |                                 |  |
| 21 avril 2012 |         |        |                                 |  |

#### Classement
| Rang | Nation                          | J | V | N | D | Pm | Pe | Diff | Pts |
| ---- | ------------------------------- | - | - | - | - | -- | -- | ---- | --- |
| 1    | Barbade                         | 2 | 2 | 0 | 0 | 85 | 3  | +82  | 8   |
| 2    | Saint-Vincent-et-les-Grenadines | 2 | 0 | 0 | 2 | 3  | 85 | -82  | 0   |

|  | Qualifié pour le tour suivant (no 1). |

### Tour 2

#### Résultats
| 5 mai 2012 | Trinité-et-Tobago | 32 - 3 | Barbade |  |
| 5 mai 2012 |                   |        |         |  |
| 5 mai 2012 |                   |        |         |  |

| 19 mai 2012 | Barbade | 10 - 10 | Guyana |  |
| 19 mai 2012 |         |         |        |  |
| 19 mai 2012 |         |         |        |  |

| 2 juin 2012 | Guyana | 20 - 0 | Trinité-et-Tobago |  |
| 2 juin 2012 |        |        |                   |  |
| 2 juin 2012 |        |        |                   |  |

#### Classement
| Rang | Nation            | J | V | N | D | Pm | Pe | Diff | Pts |
| ---- | ----------------- | - | - | - | - | -- | -- | ---- | --- |
| 1    | Guyana            | 2 | 1 | 1 | 0 | 30 | 10 | +20  | 6   |
| 2    | Trinité-et-Tobago | 2 | 1 | 0 | 1 | 32 | 23 | +9   | 4   |
| 3    | Barbade           | 2 | 0 | 1 | 1 | 13 | 42 | -29  | 2   |

|  | Qualifié pour la finale (no 1). |

## Finale
| 23 juin 2012 | Bermudes | 18 - 0 | Guyana |  |
| 23 juin 2012 |          |        |        |  |
| 23 juin 2012 |          |        |        |  |